# 埼玉自動車大学校

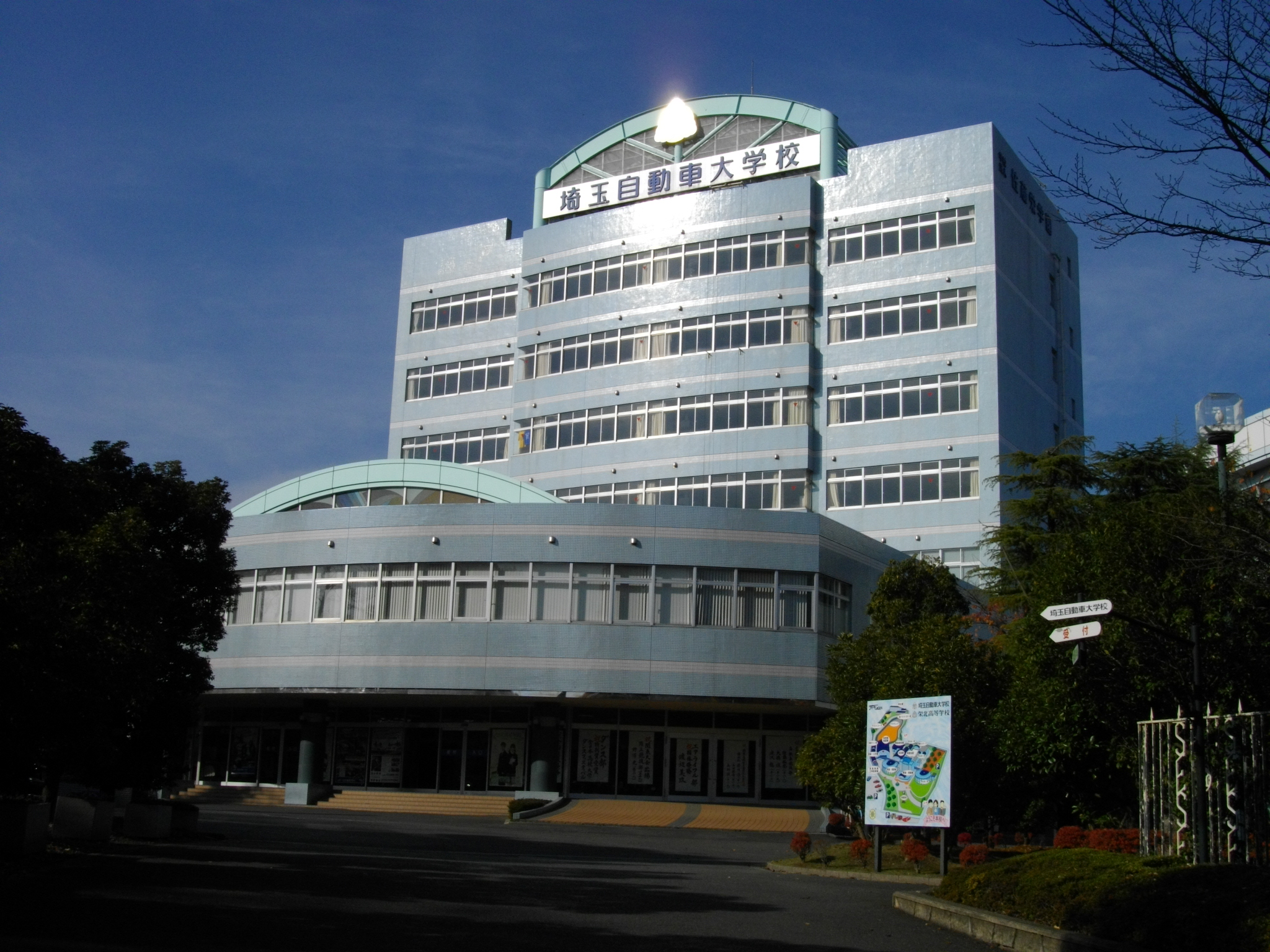
埼玉自動車大学校

埼玉自動車大学校（さいたまじどうしゃだいがっこう）は、埼玉県北足立郡伊奈町小室にある私立専修学校。設置者は学校法人佐藤栄学園。

## 設置学科
- 一級自動車整備科（4年制）
- 二級自動車整備科（2年制）
- 自動車車体整備科（1年制）
- カスタムボディ科（1年制）
- モータースポーツ科（2年制）

二級自動車整備士受験資格取得者、一種養成施設/自動車整備士養成施設修了者を対象に、自動車車体整備科（1年）、カスタムボディ科（1年）、モータースポーツ科（2年）がある。

## 沿革
前身である埼玉自動車整備技術学校は、1976年（昭和51年）専修学校に昇格し校名を埼玉工業専門学校と改め、1992年（平成4年）には大宮から伊奈丸山に67,441平方メートルのキャンパスをもつ校舎に移転。2003年（平成15年）には一級自動車整備科を開設、2006年（平成18年）にカスタムボディ科を、2017年（平成29年）には高度専門士が付与される4年生一級自動車整備科を開設。2018年（平成30年）4月より埼玉自動車大学校として校名を変更。この間の卒業生は16,000名を超えている。
- 1945年(昭和20年) 北関東初の大宮自動車練習所設立
- 1959年(昭和34年) 埼玉自動車整備技術学校を大宮市上小町に開校（全国2番目）
- 1961年(昭和36年) 運輸大臣に認定を受ける
- 1964年(昭和39年) 一種養成施設として運輸大臣より指定を受ける
- 1966年(昭和41年) 専攻科開設
- 1971年(昭和46年) 学校法人佐藤栄学園認可となる
- 1973年(昭和48年) 二級自動車整備士課程の指定を受ける
- 1974年(昭和49年) 二級整備士コース専攻科第1期生卒業
- 1976年(昭和51年) 専修学校認可 埼玉工業専門学校に校名を変更する
- 1983年(昭和58年) 情報技術科開設
- 1991年(平成3年) 新校舎を伊奈町に着工
- 1993年(平成5年) 新校舎で授業開始
- 1997年(平成9年) 研究科車体整備コース開設
- 1998年(平成10年) 自動車車体整備科開設
- 2003年(平成15年) 一級自動車整備科開設
- 2006年(平成18年) カスタムボディ科開設
- 2007年(平成19年) 4年制一級自動車整備科開設
- 2008年(平成20年) 埼玉自動車大学校に校名を変更する

## 特色
設立の目的
- 機械工業および各種自動車の整備技術と、これに必要な学理、知識を授け、社会人として必要な徳操を涵養し斯道産業における中堅指導者を養成、併せて自動車整備士の資格受験に必要な教育を施すことを目的とする。

取得可能な資格
- 自動車整備士国家資格（一級・二級ガソリン・二級ジーゼル・二級二輪・車体）、ガス溶接、アーク溶接、低圧電気、フォークリフト、砥石交換、有機溶剤、損害保険募集人、危険物取扱者、中古自動車査定士、タイヤ空気充てん

クラブ・サークル
- 軟式野球、バスケットボール、フットサル、エコラン、整備、二輪、レストア、ラジコン、クラシックカー、パソコン、軽音楽、EV

レースに出場
- モータースポーツ科では、レーシングカー製作からドライバー・メカニックまで全てを行い「もてぎチャンピオンカップレース」や「K4－GP」に出場している。
- レーシングドライバー谷口信輝のレースサポートとしてガレージメンテナンスやサーキットメンテナンスを行っている。

東京オートサロンに出展
- カスタムボディ科で製作されたカスタムカーは、東京オートサロンに出展され、2005年に最優秀賞、2008年に優秀賞、2010年に優秀賞、2013年に最優秀賞を受賞している。

自動車整備士試験会場
- 埼玉県の自動車整備士登録試験会場として使用される。

## 交通
・ニューシャトル丸山駅より徒歩2分
・JR高崎線・湘南新宿ライン 上尾駅東口バス停 朝日交通(路線バス)→がんセンター又はがんセンター北口より徒歩10分

## その他
学校の裏手の県道沿いに鉄人28号の強化プラスチック製のモニュメントが設置されている。元々は
1987年に大宮駅の駅ビル「We」（現・ルミネ大宮2）のキャンペーン用として設置されていたものを譲り受けて現在の場所に移設した。塗装の劣化が進んだため、鉄人28号の漫画が発表された昭和30年代当時のカラーで塗り直されている。